# Clematis zygophylla
Clematis zygophylla är en ranunkelväxtart som beskrevs av Hand.-mazz.. Clematis zygophylla ingår i släktet klematisar, och familjen ranunkelväxter. Inga underarter finns listade i Catalogue of Life.